# Ullerøy
Ullerøy este o localitate din comuna Sarpsborg, provincia Østfold, Norvegia.